# Mine (singel Taylor Swift)
Mine – pierwszy singiel promujący album Taylor Swift Speak Now. Został wydany 4 sierpnia 2010 roku. Piosenka opowiada o pewnej miłości Taylor do kogoś, kto nigdy nie był jej. Teledysk jest odzwierciedleniem tekstu. Ukazuje Taylor i jej chłopaka w różnych sytuacjach m.in. spacer nad morzem, wspólne czynności codzienne i kłótnię, w wyniku której piosenkarka ucieka z domu zapłakana. Wszystkie sytuacje są jej wspomnieniami.